# H-III

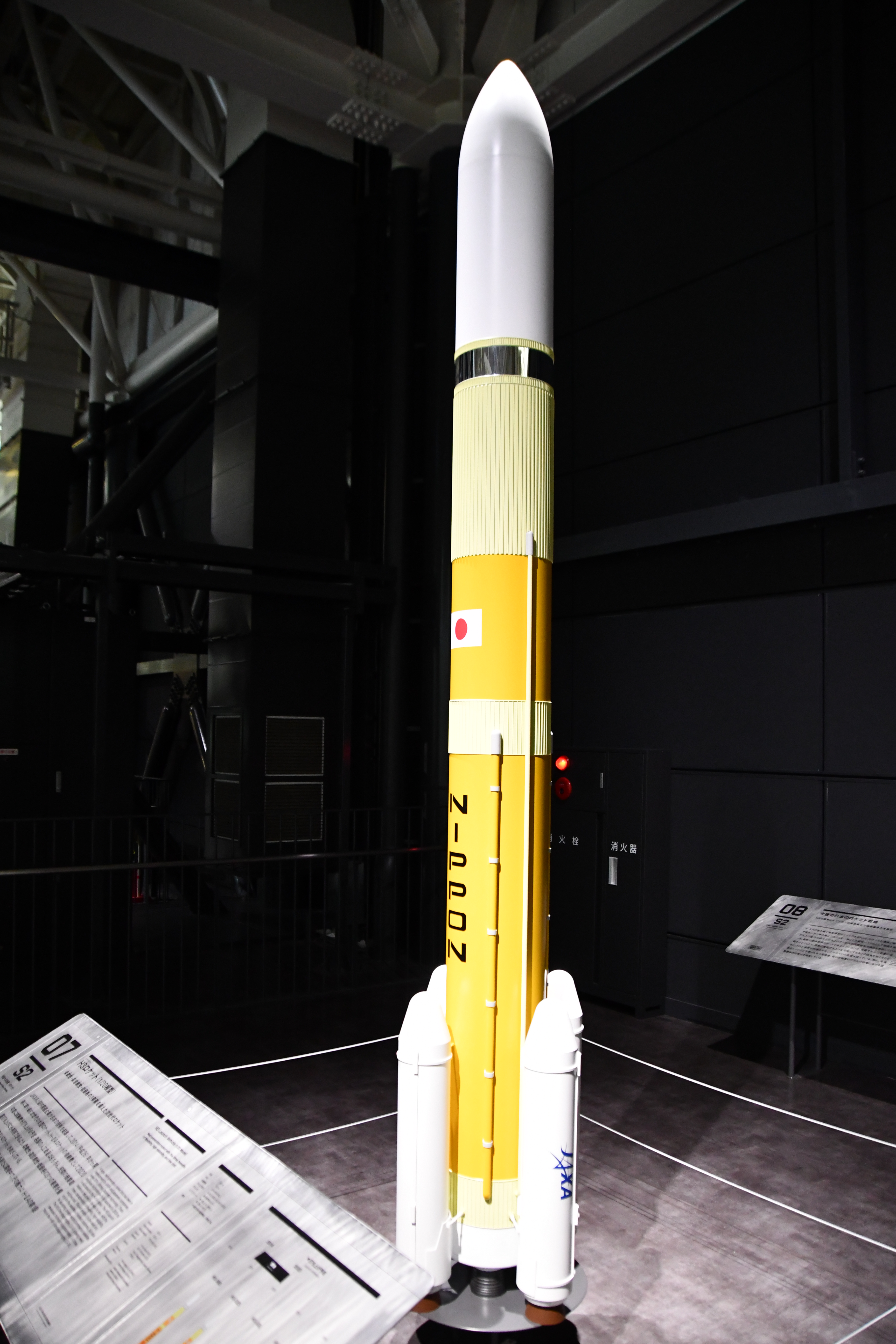
Schaalmodel van een H3-24L

De H-III of H-3 is een Japanse modulaire draagraket van JAXA, ontwikkeld en gebouwd door Mitsubishi Heavy Industries (MHI) voor de mediumtransport-klasse. Het is de opvolger van de raketten uit de H-II-serie. De (mislukte) introductievlucht was op 7 maart 2023 en vanaf 2024 zal deze raket naast satellieten ook de vrachtcapsules van het type HTV-X naar het ISS lanceren.

## Geschiedenis
De ontwikkeling werd in 2013 geïnitieerd met als doel over een goedkopere opvolger voor de H-IIA en H-IIB te beschikken die de concurrentie met de Falcon 9 van SpaceX aankon. Dit lijkt te zijn gelukt. Met een prijs van 50 miljoen dollar in 2023 is de basisraket ondanks dat hij niet herbruikbaar is toch goedkoper dan de herbruikbare Falcon 9. 
De raket zou in de oorspronkelijke plannen in 2020 gereed zijn, maar de ontwikkeling liep net als bij de meeste andere raketten vertraging op. 

### Eerste vlucht
De eerste poging tot lancering werd op 17 februari 2023 kort na het starten van de hoofdmotoren afgebroken nadat er door de boordcomputer een anomalie in de eerste trap werd waargenomen. De boosters werden daarop niet ontstoken. De geconstateerde anomalie bleek een schommeling in de elektrische spanning te zijn. De oorzaak daarvan werd gevonden en verholpen. 
Op 7 maart  2023 werd de raket wel gelanceerd. De eerste trap en de boosters werkten naar behoren, maar na het afwerpen van de eerste trap startte de tweede trap niet. Enkele minuten later werd een zelfvernietigingsinstructie naar de raket verstuurd.
In augustus 2023 werd het onderzoek naar het mislukken van de eerste vlucht afgerond. Een maand later gaf MHI aan, aan een tweede lancering voor het einde van het jaar te werken. Dit liep uiteindelijk uit naar 17 februari 2024. De tweede vlucht was succesvol en bracht twee satellieten in de ruimte.

## Ontwerp
De tweetrapsraket is modulair van aard. De eerste en tweede trap werken op vloeibare waterstof en vloeibare zuurstof (samen ook wel hydrolox genoemd). Beide trappen zijn zoals gebruikelijk is bij cryogene hydroloxraketten aan de buitenzijde voorzien van een laag isolatieschuim zodat de stuwstoffen gemakkelijker op cryogene temperaturen blijven. De lengte van de raket is met de korte neuskegel 57 meter en met de lange neuskegel 63 meter. De diameter van de eerste trap, tweede trap en de korte en lange neuskegel is 5,27 meter.

### Eerste trap
De eerste kan twee of drie LE-9-hoofdmotoren bevatten. Deze maken gebruik van een verbrandingscyclus van het type expander bleed. Hierin wordt een klein deel van de vloeibare waterstof gebruikt als koeling voor de straalpijp en de verbrandingskamer, waarna het voor de aandrijving van de turbopomp wordt gebruikt. Met twee LE-9’s levert de eerste trap een stuwkracht van maximaal 2942 kilonewton. Met drie LE-9’s is dat 4413 kN. De tanks van de eerste trap bevatten bij de lancering 225 ton aan stuwstoffen.

### Tweede trap
De tweede trap maakt gebruik van een LE-5B-3-motor. Dit is een geüpgradede versie van de LE-5B die op de H-IIA dienst doet. Ook deze werkt volgens het expander bleed-principe. De tanks bevatten bij de lancering 23 ton aan stuwstoffen.

### Aanhaakboosters
Er kunnen twee of vier aanhaakboosters worden toegevoegd. Dit zijn vastebrandstof hulpraketten van het type SRB-3. Dit zijn verbeterde versies van de SRB-A van de H-IIA en H-IIB. Ze leveren per stuk maximaal 2158 kilonewton.

### Vrachtkegels
Er zijn in eerste instantie twee type vrachtkegels voor deze raket, een korte en een lange, beide met buitendiameter 5,27 meter. Een toekomstige, bredere neuskegel zal een diameter van 5,4 meter hebben. Een diameter van 5,4 meter is een industriestandaard voor vrachtkegels die ook op veel andere medium- en heavylift-raketten wordt gebruikt. De neuskegels worden geleverd door Beyond Gravity.

### Configuraties
Er zijn meerdere configuraties mogelijk. Het eerste cijfer van de toevoeging geeft het aantal LE-9-motoren op de eerste trap aan. Het tweede cijfer geeft het aantal vastebrandstof hulpraketten aan. De letters "S" en "L" geven aan of de korte (short) of de lange (long) vrachtkegel wordt gebruikt. In de toekomst komt er nog een derde neuskegel met grotere diameter bij. Die zal de letter "W" dragen; dit staat voor "wide".
- De H3-30S heeft drie LE9-motoren onder de eerste trap, geen toegevoegde boosters, en de korte vrachtkegel. Deze kan een vracht van 4000 kg naar een zon-synchrone baan om de Aarde lanceren en kost 5 miljard yen
- De H3-22S heeft twee LE9-motoren onder de eerste trap, twee aanhaakboosters en de korte neuskegel.
- De H3-22L heeft twee LE9-motoren onder de eerste trap, twee aanhaakboosters en de lange neuskegel.
- De H3-24L heeft twee LE9-motoren onder de eerste trap, vier aanhaakboosters en de lange neuskegel. Deze kan vrachten tot 8800 kilogram naar een geostationaire overgangsbaan lanceren en tot 6000 kilogram in een overgangstraject naar de Maan brengen.

Een eerder geplande H3-32-configuratie werd geannuleerd nadat was gebleken dat de prestaties van deze raket weinig verschilden van die van de H3-22-configuraties.

### Lanceerplaats
De raket wordt gelanceerd vanaf Lanceercomplex Yoshinobu van het Tanegashima Space Center waar sinds 1994 ook de raketten uit de H-II-reeks werden gelanceerd.